# Lucy Liu
Lucy Liu, właściw. Lucy Alexis Liu (ur. 2 grudnia 1968 w Jackson Heights w Queens w Nowym Jorku) – amerykańska aktorka głosowa, aktorka telewizyjna i aktorka filmowa, pochodzenia chińskiego. 
Czterokrotnie nominowana do nagrody MTV Movie Award; dwukrotnie została laureatką tejże nagrody.

## Życiorys

### Młodość
Najmłodsza córka emigrantów z Chin, biochemiczki oraz inżyniera. Ma brata Johna oraz siostrę Jenny. Urodziła się w Nowym Jorku, gdzie ukończyła liceum. Studiowała na wydziale Języków i Kultury Azji w University of Michigan. Równocześnie studiowała sztuki piękne oraz dramat.

### Kariera
Aktorstwem zainteresowała się, gdy Andre Gregory powierzył jej tytułową rolę w studenckiej inscenizacji Alicji w krainie czarów. Zadebiutowała epizodyczną rolą w serialu Beverly Hills, 90210 w 1991. Na dużym ekranie pojawiła się po raz pierwszy w Bang (1995).
Sławę przyniosła jej rola Ling Woo w serialu Ally McBeal. Początkowo aktorka ubiegała się o rolę Nelle Porter, którą ostatecznie otrzymała Portia de Rossi. Twórca serialu, David E. Kelley do tego stopnia jednak był zachwycony lodowatą postawą Lucy Liu, że postać Ling Woo wymyślił specjalnie dla niej.
W 1999 partnerowała Melowi Gibsonowi w filmie sensacyjnym Godzina zemsty. U boku Jackie Chana i Owena Wilsona zagrała księżniczkę Pei Pei w Kowboju z Szanghaju (2000). Wraz z Cameron Diaz i Drew Barrymore była też jednym z trzech tytułowych Aniołków Charliego (2000, 2003).
Charakterystyczną rolą była także postać pięknej i demonicznej mistrzyni miecza O-Ren Ishii w filmie sensacyjnym Quentina Tarantino Kill Bill (2003, 2004). Od 2012 występuje w serialu Elementary, stworzonym na podstawie powieści Arthura Conana Doyle’a o Sherlocku Holmesie, w którym gra dr Joan Watson, u boku Jonny’ego Lee Millera.
Zajmuje się dubbingiem; podłożyła głos księżniczce Mei w Mulan II (2004), Żmii w Kung-Fu Pandzie (2008, 2011, 2016) oraz Mgiełce w Dzwoneczku (2008, 2009, 2010, 2011, 2012, 2014).
W 2019 roku, aktorka otrzymała gwiazdę na Hollywood Walk of Fame, zostając tym samym drugą w historii Amerykanką azjatyckiego pochodzenia, która tego dokonała.

### Inne zainteresowania
Biegle włada angielskim, mandaryńskim, hiszpańskim, włoskim i japońskim. Ponadto maluje i tworzy kolaże ze śmieci znalezionych na ulicach, rzeźbi, jeździ konno i na nartach, wspina się oraz fotografuje. Miała wystawy swoich dzieł plastycznych w wielu amerykańskich, angielskich i niemieckich galeriach. Potrafi też grać na akordeonie. Udziela się dobroczynnie. Od dziecka trenuje kali eskrima silat (filipińskie sztuki walki).
Aktorka studiowała różne religie, m.in. mistykę żydowską, buddyzm i taoizm.

## Życie prywatne
W 1991 przeszła operację piersi, w obawie przed rakiem.
27 sierpnia 2015 na świat przyszedł jej syn – Rockwell Lloyd Liu, urodzony przez matkę zastępczą.

## Filmografia
| Rok       | Tytuł oryginalny                             | Tytuł polski                            | Rola                             | Uwagi |
| --------- | -------------------------------------------- | --------------------------------------- | -------------------------------- | --- |
| 1991      | Beverly Hills, 90210                         | Beverly Hills, 90210                    | Courtney                         | |
| 1992      | Ban wo zong heng                             | Ban wo zong heng                        | Donna                            | |
| 1993      | Protozoa                                     | Protozoa                                | Ari                              | |
| 1995      | Hercules: The Legendary Journeys             | Herkules                                | Oi-Lan                           | |
| 1995      | Bang                                         | Bang                                    | prostytutka                      | |
| 1995      | ER                                           | Ostry dyżur                             | Mei-Sun Leow                     | |
| 1996      | High Incident                                | High Incident                           | oficer Whin                      | |
| 1996      | Jerry Maguire                                | Jerry Maguire                           | była dziewczyna                  | |
| 1997      | The Real Adventures of Jonny Quest           | Prawdziwe przygody Jonny’ego Questa     | Melana                           | głos |
| 1997      | Pearl                                        | Perła                                   | Amy Li                           | |
| 1997      | Flypaper                                     | Lep na muchy                            | Dot                              | |
| 1997      | City of Industry                             | Przeklęte ulice                         | Cathi Rose (Lucy Alexis Chiu)    | |
| 1997      | Guy                                          | Guy                                     | kobieta w kiosku                 | |
| 1997      | Riot                                         | Los Angeles w ogniu                     | dziewczyna Boomera               | |
| 1997      | Gridlock'd                                   | Klincz                                  | Cee Cee                          | |
| 1998–2002 | Ally McBeal                                  | Ally McBeal                             | Ling Woo                         | Nagroda Gildii Aktorów Ekranowych: Wybitny występ zespołu aktorskiego w serialu komediowym Nominacja – Primetime Emmy Award: Wybitna aktorka drugoplanowa - serial komediowy Nominacja – Nagroda Gildii Aktorów Ekranowych: Wybitny występ aktorki w serialu komediowym Nominacja – NAACP Image Award: Wybitna aktorka drugoplanowa w serialu dramatycznym |
| 1998      | Love Kills                                   | Zabójcza miłość                         | Kashi                            | |
| 1999      | True Crime                                   | Prawdziwa zbrodnia                      | dziewczyna ze sklepu z zabawkami | |
| 1999      | The Mating Habits of Earthbound Human        | Życie seksualne Ziemian                 | przyjaciółka kobiety             | |
| 1999      | Payback                                      | Godzina zemsty                          | Pearl                            | |
| 1999      | Play It to The Bone                          | Kumpel do bicia                         | Lia                              | |
| 1999      | Molly                                        | Molly                                   | Brenda                           | |
| 2000      | Charlie’s Angels                             | Aniołki Charliego                       | Alex Munday                      | MTV Movie Award: Najlepszy duet ekranowy Nominacja – MTV Movie Award: Najlepiej ubrana gwiazda Nominacja – Nickelodeon Kids’ Choice Award: Ulubiona wschodząca gwiazda |
| 2000      | Shanghai Noon                                | Kowboj z Szanghaju                      | księżniczka Pei Pei              | |
| 2001      | Hotel                                        | Hotel                                   | Kawika                           | |
| 2001      | Futurama                                     | Futurama                                | Lucy Liubots, jej replikant      | głos |
| 2002      | Chicago                                      | Chicago                                 | Kitty Baxter                     | Nagroda Gildii Aktorów Ekranowych: Wybitny występ filmowego zespołu aktorskiego Nagroda Critics’ Choice: Najlepsza obsada Nominacja – Teen Choice: Najlepszy filmowy wybuch złości |
| 2002      | Ballistic: Ecks vs. Sever                    | Ballistic                               | Sever                            | |
| 2002      | Cypher                                       | Cypher                                  | Rita                             | |
| 2003      | Kill Bill: Vol. 1                            | Kill Bill                               | O-Ren Ishii                      | MTV Movie Award: Najlepszy czarny charakter |
| 2003      | Charlie’s Angels: Full Throttle              | Aniołki Charliego: Zawrotna szybkość    | Alex Munday                      | Nominacja – MTV Movie Award: Najlepsza scena taneczna |
| 2004      | Kill Bill: Vol. 2                            | Kill Bill 2                             | O-Ren Ishii                      | |
| 2004      | Mulan II                                     | Mulan II                                | Mei                              | głos |
| 2004      | Game Over                                    | Game Over                               | Raquel Smashenburg               | |
| 2004      | Maya & Miguel                                | Maja i Miguel                           | Maggie                           | głos |
| 2004–2005 | Joey                                         | Joey                                    | Lauren Back                      | |
| 2005      | The Simpsons                                 | Simpsonowie                             | Madame Yu                        | głos |
| 2005      | Domino                                       | Domino                                  | Taryn Miles                      | |
| 2005      | 3 Needles                                    | Trzy igły                               | Jin Ping                         | |
| 2006      | Lucky Number Slevin                          | Zabójczy numer                          | Lindsay                          | |
| 2007      | Code Name: The Cleaner                       | Czyściciel                              | Gina                             | |
| 2007      | Ugly Betty                                   | Brzydula Betty                          | Grace Chin                       | |
| 2007      | Rise: Blood Hunter                           | Zemsta po śmierci                       | Sadie Blake                      | |
| 2007      | Watching the Detectives                      | Uwaga Violet                            | Violet                           | |
| 2008      | The Year of Getting to Know Us               | Rok, w którym się poznaliśmy            | Anne                             | |
| 2008      | Cashmere Mafia                               | Kaszmirowa mafia                        | Mia Mason                        | |
| 2008      | Kung Fu Panda                                | Kung Fu Panda                           | Żmija                            | głos |
| 2008      | Tinker Bell                                  | Dzwoneczek                              | Mgiełka                          | głos |
| 2008–2009 | Dirty Sexy Money                             | Seks, kasa i kłopoty                    | Nola Lyons                       | |
| 2009      | Tinker Bell and the Lost Treasure            | Dzwoneczek i zaginiony skarb            | Mgiełka                          | głos |
| 2010      | Tinker Bell and the Great Fairy Rescue       | Dzwoneczek i uczynne wróżki             | Mgiełka                          | głos |
| 2010      | Nomads                                       | Nomads                                  | Susan                            | |
| 2010      | Marry Me                                     | Wyjdź za mnie                           | Rae Ann Carter                   | |
| 2011–2014 | Kung Fu Panda: Legends of Awesomeness        | Kung Fu Panda: Legenda o niezwykłości   | Żmija                            | głos |
| 2011      | Detachment                                   | Z dystansu                              | doktor Doris Parker              | |
| 2011      | The Trouble with Bliss                       | Kłopoty z Blissem                       | Andrea                           | |
| 2011      | Kung Fu Panda 2                              | Kung Fu Panda 2                         | Żmija                            | głos |
| 2011      | Someday This Pain Will Be Useful to You      | Kiedyś to zrozumiesz                    | trenerka                         | |
| 2011      | Pixie Hollow Games                           | Wielkie zawody w Przystani Elfów        | Mgiełka                          | głos |
| 2012      | Southland                                    | Gliniarze z Southland                   | Jessica Tang                     | Nominacja – NAACP Image Award: Wybitna aktorka drugoplanowa w serialu dramatycznym |
| 2012      | Tinker Bell and the Secret of the Wings      | Dzwoneczek i sekret magicznych skrzydeł | Mgiełka                          | głos |
| 2012      | The Man with the Iron Fists                  | Człowiek o żelaznych pięściach          | Madame Blossom                   | |
| 2012–2019 | Elementary                                   | Elementary                              | doktor Joan Watson               | Teen Choice: Najlepsza aktorka w serialu akcji |
| 2013      | The Tale of the Princess Kaguya              | Księżniczka Kaguya                      | Lady Sagami                      | głos |
| 2014      | The Pirate Fairy                             | Dzwoneczek i tajemnica piratów          | Mgiełka                          | głos |
| 2015      | Tinker Bell and the Legend of the NeverBeast | Dzwoneczek i bestia z Nibylandii        | Mgiełka                          | głos |
| 2016      | Kung Fu Panda 3                              | Kung Fu Panda 3                         | Żmija                            | głos |
| 2018      | Set It Up                                    | Swatamy swoich szefów                   | Kirsten                          | |
| 2019–2021 | Why Women Kill                               | Dlaczego kobiety zabijają?              | Simone Grove                     | |
| 2020      | Stage Mother                                 | Stage Mother                            | Sienna                           | |
| 2022      | Strange World                                | Dziwny świat                            | Callisto Mal                     | głos |
| 2023      | Shazam! Fury of the Gods                     | Shazam! Gniew bogów                     | Kalypso                          | |